# Eurybia integrifolia
Eurybia integrifolia е вид многогодишно тревисто растение от семейство Сложноцветни (Asteraceae). Видът е незастрашен от изчезване.

## Разпространение
Eurybia integrifolia е разпространен в западните части на Съединените щати, където расте предимно в Скалистите планини и Сиера Невада (Вашингтон, Айдахо, Монтана, Уайоминг, Юта, Орегон, Невада и Калифорния).